# Neuilly-le-Dien
Neuilly-le-Dien is een gemeente in het Franse departement Somme (regio Hauts-de-France) en telt 104 inwoners (2009). De plaats maakt deel uit van het arrondissement Abbeville.

## Geografie
De oppervlakte van Neuilly-le-Dien bedraagt 4,9 km², de bevolkingsdichtheid is dus 21,2 inwoners per km².
De onderstaande kaart toont de ligging van Neuilly-le-Dien met de belangrijkste infrastructuur en aangrenzende gemeenten.

## Demografie
Onderstaande figuur toont het verloop van het inwonertal (bron: INSEE-tellingen).